# Bayersk viltspårhund
Bayersk viltspårhund är en hundras från Tyskland. Den är en viltspårhund med traditionellt användningsområde som ledhund för högviltsjakt och som eftersökshundar för skadat vilt.

## Historia
Den avlades fram i Bayern under andra halvan av 1800-talet. Förändringar i vilttillgång och jaktmetoder skapade behov av ledhundar och eftersökshundar för högviltsjakt. Den viktigaste insatsen gjordes av en baron Karg-Bebenburg i Bad Reichenhall runt 1870. Då den hannoveranska viltspårhunden var för tung för ändamålet korsade man in mindre drivande braquehundar anpassade till jakt i bergstrakter. Dessa bergsstövare var av typ liknande brandlbracke, tiroler bracke och dachsbracke. Den tyska rasklubben bildades 1912 i München.

## Egenskaper
Hundarna skulle vara säkra på att följa doftspår och blodspår i svår bergsterräng.  För att bli utställningschampion krävs att en bayersk viltspårhund har meriter från viltspårprov.

## Utseende
Färgen skall vara djupröd, hjortröd, rödbrun, rödgul eller blekt gul till lingul, eller rödgrå som kronhjortens vinterpäls, eller ha inslag av mörka stickelhår. Grundfärgen skall vara mest intensiv på ryggen. Nosparti och öron skall vara mörka. Svansen har ofta mörka stickelhår. Liten, ljus bröstfläck är tillåten.